# Dana Hlobilová
Dana Hlobilová (21. května 1928, Přerov – 13. února 2022) byla česká výtvarnice, která se kromě malby věnovala také designu, užitému umění a textilní tvorbě. Jejím nejznámějším dílem je návrh skleněné fontány pro EXPO 58 v Bruselu.

## Život
Narodila se v Přerově, kde byl její dědeček ředitelem chemické továrny. Oba rodiče byli umělecky zaměření. Otec Emil Hlobil byl hudební skladatel a pedagog, matka Marie Hlobilová, rozená Mrkvičková zase výtvarnice. Od 30. let 20. století žila rodina v Praze. Dcera Dana od dětství projevovala výtvarné nadání, zajímala se o architekturu, měla ráda hudbu.
V letech 1946–1951 Dana Hlobilová studovala na UMPRUM. Nejprve textilní tvorbu, později přestoupila do ateliéru tvorby pro děti. Školu absolvovala sérií pedagogických obrazů o přírodě a dětskou knížkou. Oba rodiče byli levicově orientovaní a také Dana vstoupila v roce 1951 do KSČ. Po ukončení školy dlouho hledala uplatnění ve svém oboru, přijímala různé příležitostné práce. Provdala se za architekta Jaroslava Kadlece a v roce 1957 spolu realizovali zakázku na řešení prodejen českého skla v Praze a Karlových Varech. V roce 1958 byl její návrh skleněné fontány vybrán pro prezentaci na světové výstavě EXPO 58. Mezinárodní úspěch přispěl k jejímu rozhodnutí věnovat se plně svobodné tvorbě.
Dana Hlobilová navrhovala a realizovala výtvarná díla pro veřejný prostor, věnovala se kresbě a malbě. V roce 1969 vystoupila z KSČ a tento krok se projevil negativně na její kariéře. Byla dvakrát vdaná, ale ponechala si své původní příjmení. Jejím druhým životním partnerem byl umělecký kovář Oldřich Vlach. Spolupracovala s ním výtvarně na některých jeho pracích, jako mříž s ptáky v Malé růžové zahradě v Praze nebo kovová mříž s námětem Karlova mostu.
Dana Hlobilová byla aktivní členkou Sdružení pražských malířů.

## Tvorba
V začátcích své umělecké dráhy se zaměřila na užité umění ve spojení s architektonickou interiérovou tvorbou, později na kreace z kovu či textilní tvorbu (art protis).
Kreslit a malovat začínala Dana Hlobilová výrazně počátkem 70. let. K jejím hlavním tématům patří motivy měst a v posledních letech zahrady věnované různým hudebníkům (Tříkolka v zahradě Jacquese Brela). Malba je založena na jejím bohatém barevném vidění, a proto pro své obrazy nejraději používá temperu. Jsou pro ni charakteristické výrazné, zářivé barvy, oblíbenými odstíny jsou tyrkysová a fialová.
Jejím nejznámějším dílem je návrh skleněné fontány pro český pavilon na výstavě EXPO 58 v Bruselu. Dílo bylo veřejně představováno jako kolektivní práce tří autorů. Na prvním místě byl uváděn profesor Adolf Benš, který byl původně osloven výběrovou komisí. Skleněná fontána připomínající strom, z jehož kmene vyrůstají větve s mísami z foukaného skla, vzbudila na světové výstavě velkou pozornost a byla oceněna čestným diplomem. Po světovém úspěchu však dílo upadlo v zapomnění a na dlouhá léta skončilo rozebrané v přepravních bednách v Bratislavě. V roce 1966 byla fontána z iniciativy Dany Hlobilové instalována v parku Galerie umění v Nitře. Plastika, určená původně do interiéru, odolávala nepřízni počasí až do poloviny devadesátých let, kdy byla v dezolátním stavu a hrozila jí likvidace. Po dlouhých vyjednáváních a shánění peněz na rekonstrukci ji nakonec jako autorčin dar převzalo Národní technické muzeum v Praze, kde je vystavena od roku 2009.